# NGC 603
NGC 603 في الفهرس العام الجديد، هو نجم ثنائي، يقع في كوكبة المثلث. اكتشف في 16 نوفمبر 1850 . بواسطة ويليام بارسونز .

## روابط خارجية
- NGC 603 على موقع ويكي سكاي: DSS2, SDSS, GALEX, IRAS, Hydrogen α, X-Ray, Astrophoto, Sky Map, Articles and images